# (13127) Jeroenbrouwers
(13127) Jeroenbrouwers est un astéroïde de la ceinture principale.

## Description
(13127) Jeroenbrouwers est un astéroïde de la ceinture principale. Il fut découvert le 12 août 1994 à La Silla par Eric Walter Elst. Il présente une orbite caractérisée par un demi-grand axe de 2,40 UA, une excentricité de 0,13 et une inclinaison de 2,2° par rapport à l'écliptique.

## Compléments